# Gierwiaty

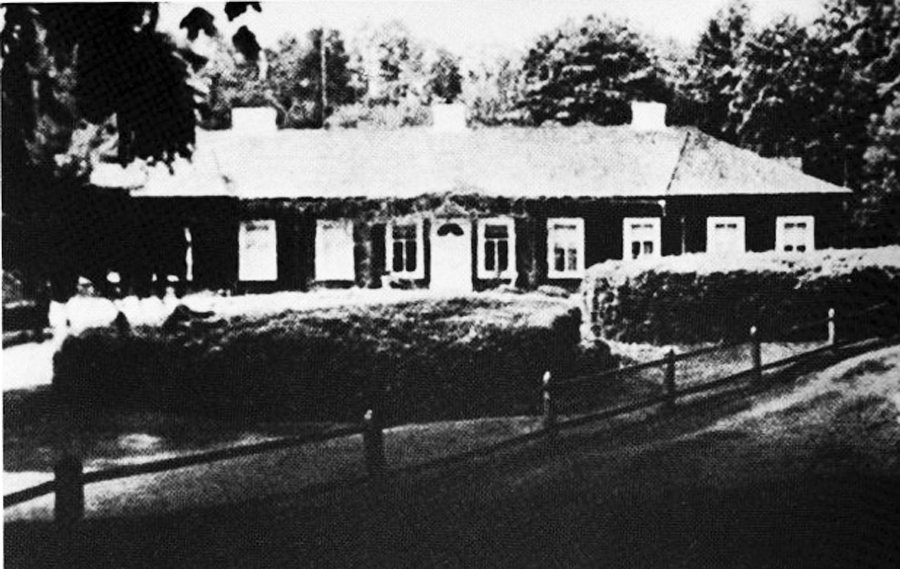
Dwór Domejków przed 1939 rokiem

Gierwiaty (biał. Гервяты, Hierwiaty; ros. Гервяты, Gierwiaty) – agromiasteczko na  Białorusi, w obwodzie grodzieńskim, w rejonie ostrowieckim, siedziba sielsowietu Gierwiaty.
Miejscowość leży nad lewym brzegiem Łoszy, w pobliżu jej ujścia do Oszmianki. Zajmuje powierzchnię 208,3 ha, a długość jej granic wynosi 11,6 km. Siedziba rzymskokatolickiej parafii Trójcy Przenajświętszej w Gierwiatach.

## Historia
Własność biskupów wileńskich w 1673 roku. Prywatne miasto duchowne położone było w końcu XVIII wieku w powiecie wileńskim województwa wileńskiego.
W wyniku III rozbioru Polski miejscowość znalazła się w składzie Imperium Rosyjskiego, ostatecznie należąc do guberni wileńskiej. W 1915 roku została zajęta przez wojska niemieckie. Po I wojnie światowej znalazła się w granicach najpierw Litwy Środkowej, a następnie II Rzeczypospolitej. Od 1927 miejscowość była siedzibą gminy Gierwiaty w powiecie wileńsko-trockim w województwie wileńskim. Po agresji ZSRR na Polskę we wrześniu 1939 została włączona do struktur administracyjnych Białoruskiej SRR. W 1941-44 pod okupacją niemiecką. Od 1991 leży w granicach niepodległej Białorusi.
Gierwiaty należały do Jerzego Odachowskiego. Z wdową po nim ożenił się Tadeusz Domejko i w ten sposób miejscowość stała się własnością Domejków. Część miasteczka należała też do miejscowych włościan i do kościoła.

## Zabytki
W Gierwiatach znajduje się kościół pw. Trójcy Przenajświętszej z 1903, zbudowany w stylu neogotyckim, uchodzący za jeden z najwyższych, jeśli nie najwyższy, kościołów na Białorusi. Ma tu siedzibę parafia rzymskokatolicka należąca do dekanatu Ostrowiec. Kościół zbudowano na miejscu poprzedniego, drewnianego, ufundowanego w 1526 przez biskupa wileńskiego Jana z Książąt Litewskich.
Innym zabytkowym obiektem położonym w Gierwiatach jest młyn wodny. W miejscowości znajduje się także cmentarz wojenny z okresu I wojny światowej. Rezydencja Domejków nie zachowała się.